# Paulo Salvo
Paulo Salvo (Curvelo, 8 de março de 1910 - 7 de janeiro de 2004) foi um político brasileiro do estado de Minas Gerais.
Formou-se em Agronomia na Escola Superior de Agricultura e Veterinária do Estado de Minas Gerais (ESAV), hoje Universidade Federal de Viçosa (UFV), 1931.
Fez mestrado em Crédito Rural pela Universidade de Purdue, EUA.

Foi prefeito de Curvelo por dois mandatos, de 1947 a 1959, pela UDN.
Cumpriu mandato de deputado estadual na Assembléia Legislativa de Minas Gerais na 4ª legislatura (1959-1963).

Foi Secretário da Agricultura, Indústria, Comércio e Trabalho, no Governo Magalhães Pinto, de 1961 a 1966, organizou o Programa de Colonização do Estado de Minas Gerias, conhecido como projeto Jaíba, aprovado pelo BID – Banco Interamericano de Desenvolvimento.